# Jay-Jay Okocha
Jay-Jay Okocha, właśc. Augustine Azuka Okocha (ur. 14 sierpnia 1973 w Enugu) – nigeryjski piłkarz grający na pozycji pomocnika. Z reprezentacją Nigerii brał udział w Mistrzostwach Świata 1994, 1998 i 2002 oraz zdobył z nią Puchar Narodów Afryki w 1994 roku i złoto olimpijskie na Igrzyskach w 1996 roku. W 2008 roku zakończył karierę w angielskim Hull City.

## Kariera piłkarska
Wcześniej występował w Qatar SC, Bolton Wanderers, Paris Saint Germain, Fenerbahçe SK i Eintrachcie Frankfurt.
Okocha nazywany jest często Afrykańskim Maradoną. Znany jest z efektownego i żywiołowego stylu gry.
Od początku sezonu 2005-06 był kapitanem Boltonu.
9 lutego 2006 po meczu o trzecie miejsce w Pucharze Narodów Afryki 2006 (Nigeria wygrała 1:0 z Senegalem) Okocha zakończył reprezentacyjną karierę.

## Sukcesy piłkarskie
- wicemistrzostwo Turcji 1998 z Fenerbahçe
- wicemistrzostwo Francji 2000 oraz finał Pucharu Ligi 2000 z PSG
- finał Pucharu Ligi 2004 z Boltonem
- Puchar Narodów Afryki 1994, finał Pucharu Narodów Afryki 2000, złoto olimpijskie 1996 oraz starty na Mistrzostwach Świata 1994 (1/8 finału), 1998 (1/8 finału) i 2002 (runda grupowa) z reprezentacją Nigerii

## Życie prywatne
Jest żonaty z Nigeryjką Nkechi, z którą ma syna A-Jaya.